# Francis Curzon
Francis Richard Henry Penn Curzon (1er mai 1884 – 26 juillet 1964), 5e comte Howe (dit Earl Howe à la mort de son père en 1929), est un pilote automobile célèbre de la noblesse britannique. 
Député de 1918 à 1929, il entre à la chambre des lords après son héritage des titres et domaines de son père, le 4e comte Howe, ancien lord-chambellan de la reine Alexandra.

## Biographie

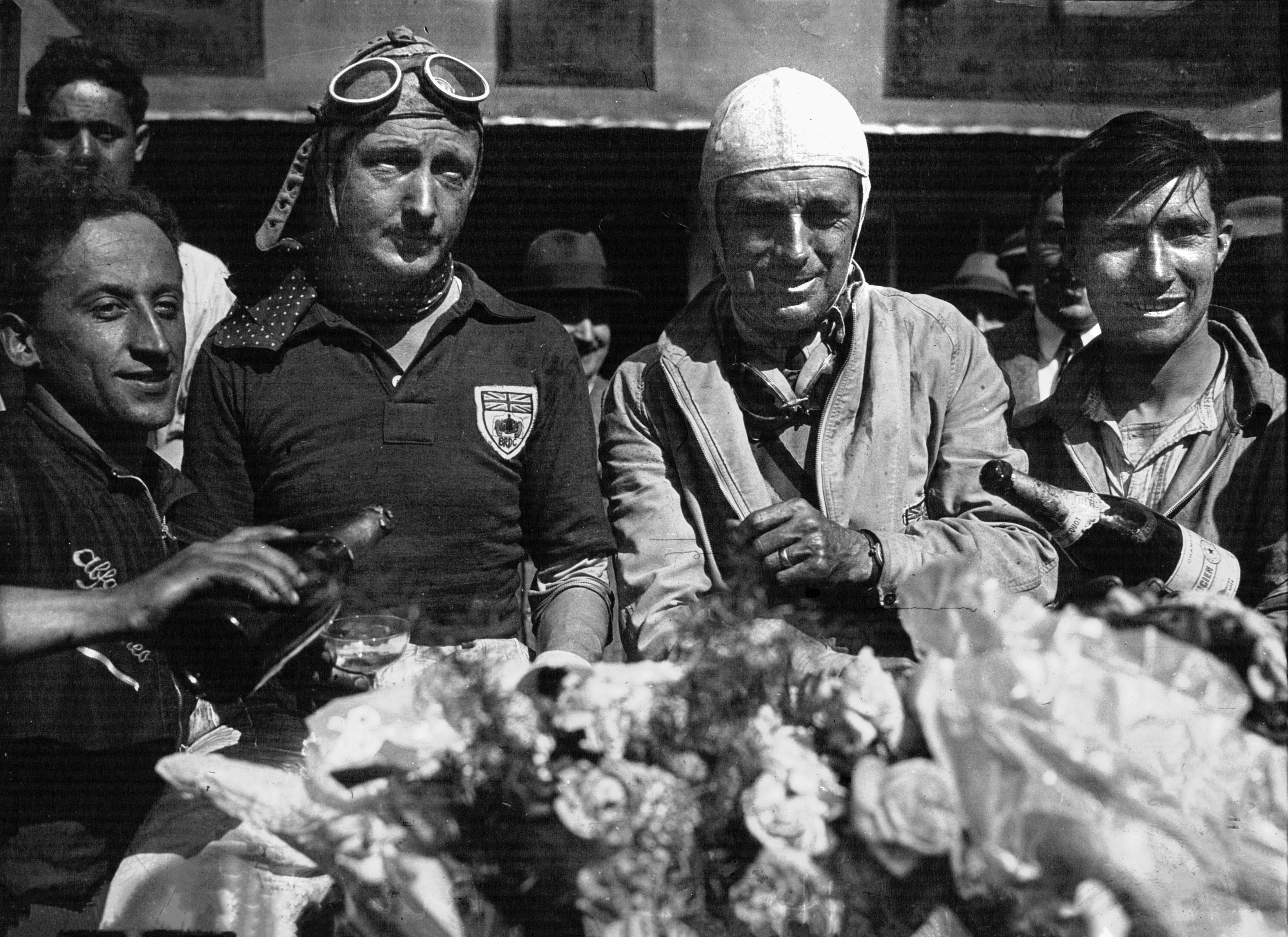
Le comte Howe et Sir Tim Birkin (lunettes) au Mans en 1932.

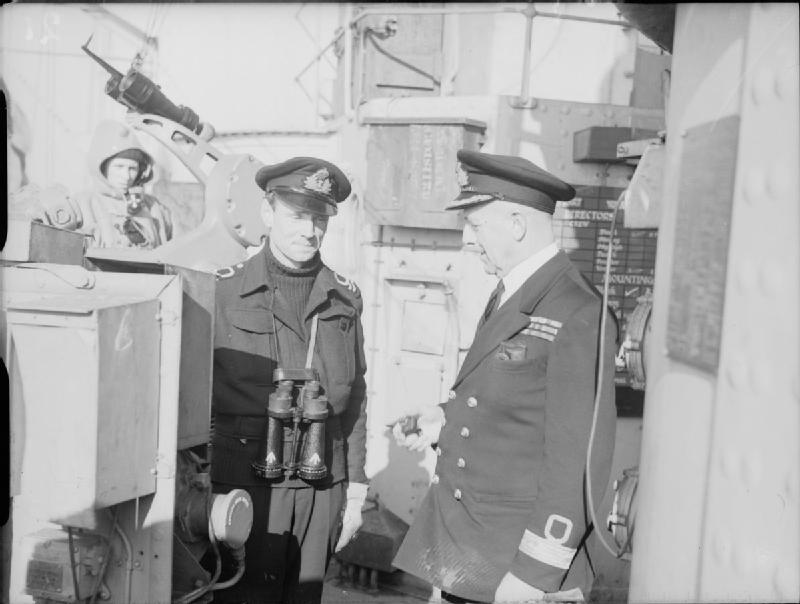
Le commandant du The Earl Howe (D.) et le vicomte Curzon (G.), à bord du « HMS Howe » durant la IIe GM.

Francis Curzon étudie à Eton puis à Oxford, avant d'entrer à la Royal Navy; il participe à la Grande Guerre étant promu au rang de commodore en 1933.
Élu en 1918 au parlement du Royaume-Uni député de la circonscription de Battersea Sud, il est nommé en 1924 Lord du Trésor. Pair héréditaire depuis la mort de son père en 1929, le 5e comte Howe entre ensuite à la chambre des lords.
Enthousiaste des sports automobiles, il dispute sa première épreuve tardivement à 44 ans, en Irlande sur Bugatti T43 durant l'année 1928.
En 1931, il remporte les 24 Heures du Mans avec Henry Birkin, au volant d'une Alfa Romeo 8C 2300. Il participe à l'épreuve mancelle à six reprises entre 1929 et 1935, ne manquant que l'édition de 1933. Il fait partie du Bentley Motors Ltd. à sa première apparition, puis il s'inscrit par la suite sous ses propres couleurs, conduisant cinq fois sur véhicules Alfa Romeo (5e en 1930 à sa première sortie privée).
Au milieu des années 1930, Time Magazine lui attribue le titre de collection européenne de voitures de course la plus élaborée.
En 1932, il s'impose à la course de côte de Shelsley Walsh sur Bugatti, puis, en 1933, il gagne le « Donington Park Trophy », et, en 1938, le « grand prix Grosvenor » au Cap (en Afrique du Sud). Il obtient encore 11 podiums en course entre 1933 et 1939. Avec Eddie Hall, il est l'un des deux seuls pilotes à avoir disputé toutes les éditions du « RAC Tourist Trophy » disputées en Ulster à Ards, entre 1928 et 1936.
Étant sérieusement blessé en 1937 avec sa R8B lors du « Trophée Campbell » sur le circuit de Brooklands lors d'un challenge face au prince Bira du royaume de Siam, il cesse définitivement la compétition à 53 ans.
Président du BRDC, il est aussi élu vice-président de la commission sportive internationale (CSI) de la FIA. Cofondateur du Grand Prix de Grande-Bretagne à Silverstone, plusieurs de ses discours à la chambre des lords concernent alors le monde des sports mécaniques.

## Distinctions honorifiques

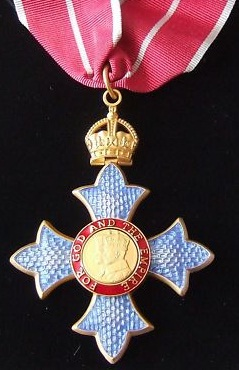
Insigne CBE

- : Comte (hér. 1929)
- : Conseilleur privé (1929)
- : CBE (1924)
- : Volunteer Decoration (1922)
- : Légion d'honneur (1919)
  - BRDC Gold Star : 1932, 1933 et 1935[9].

### Earl Howe Trophy
Le « Earl Howe Trophy » récompense annuellement le pilote automobile britannique ayant obtenu le meilleur résultat aux « Indianapolis 500 », à défaut dans un championnat nord-américain majeur, sous l'égide du BRDC. L'écossais Dario Franchitti en est le lauréat à six reprises, l'anglais Dan Wheldon à cinq.